# Catacamas

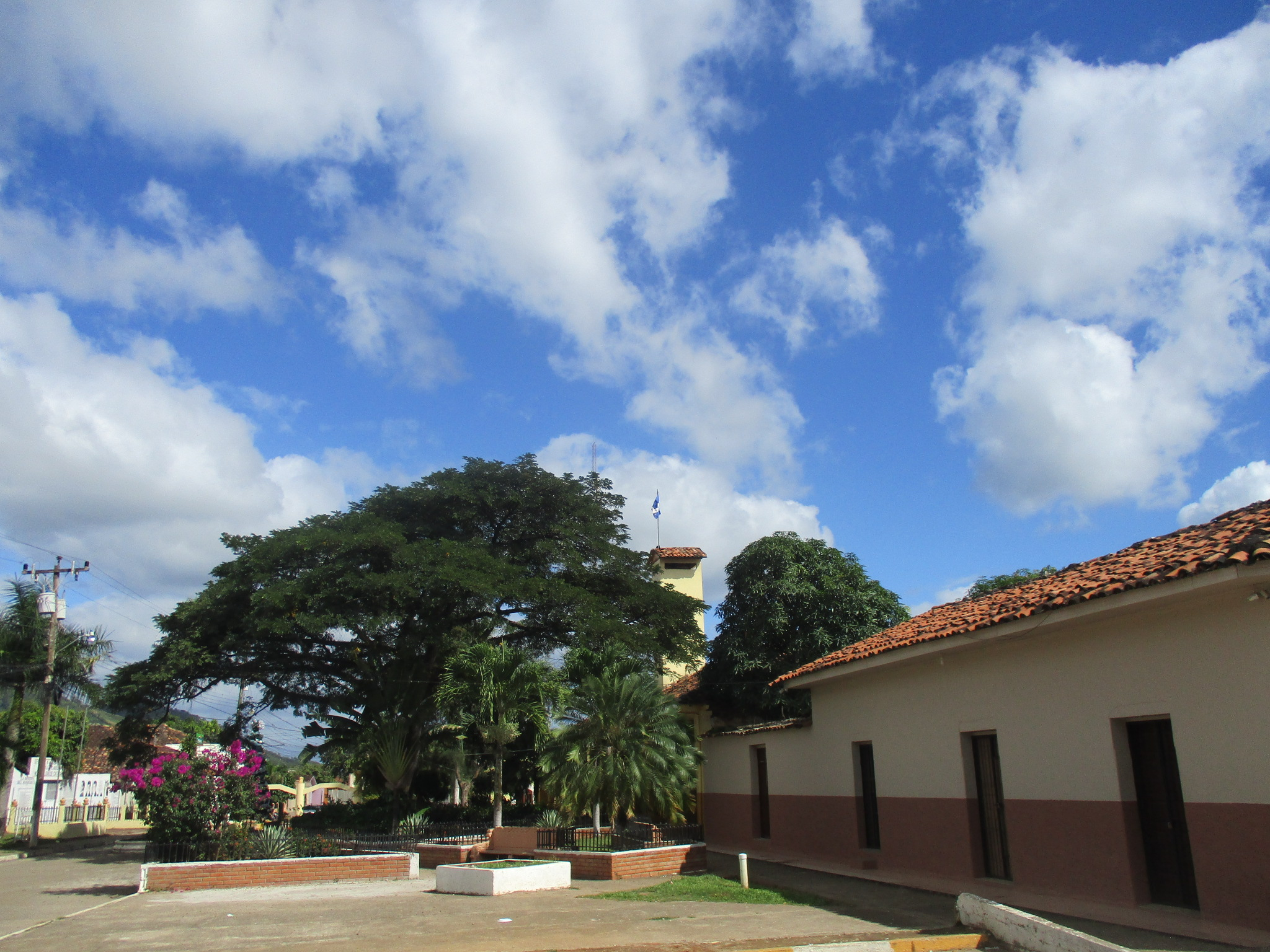
Prefeitura Municipal em Catacamas, Honduras

Catacamas é uma cidade de Honduras localizada no departamento de Olancho.
1. ↑  «Catacamas Climate Normals 1961–1990». National Oceanic and Atmospheric Administration. Consultado em 24 de janeiro de 2016